# Den Hoek (Land van Cuijk)
Den Hoek is een buurtschap  in de gemeente Land van Cuijk in de Nederlandse provincie Noord-Brabant. De buurtschap behoort tot het grondgebied van de plaats Sint Anthonis en ligt zuidelijk van de kern van Sint Anthonis en noordoostelijk van Oploo en omvat de straten Den Hoek, Rondveld, Brugstraat en Korte Striep.
Tot 1942 behoorde de buurtschap tot het grondgebied van de gemeente Sambeek. De buurtschap werd destijds daarom 'de Sambeeksche Hoek' genoemd. Inwoners van de Sambeeksche Hoek gingen voornamelijk naar de kerk in Sint Anthonis. In doop-, trouw- en overlijdensboeken van Sint Anthonis werd 'de Sambeeksche Hoek' aangeduid met het Latijnse 'Angulo Sambecano' of 'ex Angulo'. In 1942 werd de Sambeeksche Hoek toegevoegd aan de gemeente Oploo, Sint Anthonis en Ledeacker.
De buurtschap werd vroeger vooral bewoond door boeren. Verder was er een zuivelfabriek. De zuivelfabriek 'De Eendracht' werd gebouwd in 1907 en kwam tot grote bloei. De fabriek was jarenlang de grootste zuivelindustrie van Oost-Brabant. Na schaalvergrotingen en fusies in de zuivelsector hield de fabriek in 1975 op te bestaan.
Het buurschap had bovendien een schooltje. Deze werd opgericht in het begin van de 19de eeuw, om de kinderen van Den Hoek en omstreken, dichtbij naar school te kunnen laten gaan. De gemeente Sambeek, was namelijk erg langgerekt en de afstand tot Sambeek bedroeg 6 kilometer. De school sloot in  1928, omdat er te weinig kinderen waren. De jongens gingen naar katholieke scholen in Sint Anthonis en Oploo en de meisjes gingen naar de zusterschool in Sint Anthonis. Het schooltje veranderde in drie woningen en werd daarna gesloopt.
De bekendste inwoner van Den Hoek was Marie van Hoenselaar, een geboren Westerbeekse die als driejarige naar de Sambeekshe Hoek verhuisde als enige dochter van een schaapsherder. Zij mocht gaan studeren en richtte in 1922 in Sint Anthonis de eerste Huishoudschool van Brabant op. Ze zette zich voornamelijk in om de positie van de vrouw te verbeteren.

## Boeken
- Sambeeksche Hoek - Heemkundekring Sint Tunnis in Oelbroeck (2011)[3]
- De Romfabriek Coöperatieve Zuivelfabriek De Eendracht 1907-1975 - Heemkundekring Sint Tunnis in Oelbroeck (2017)[4][5]

Dorpen: Beers · Beugen · Boxmeer · Cuijk · Escharen · Gassel · Grave · Groeningen · Haps · Holthees · Katwijk ·  Landhorst · Langenboom · Ledeacker · Linden · Maashees  · Mill · Oeffelt · Oploo · Overloon · Rijkevoort · Sambeek · Sint Agatha · Sint Anthonis · Sint Hubert  · Stevensbeek · Velp · Vianen · Vierlingsbeek · Vortum-Mullem  · Wanroij · Westerbeek · Wilbertoord
Buurtschappen: De Berg · Blauwenhoek · De Boer · Borneo · Broekkant · De Bolt · Bruggen · De Dellen · Dommelsvoort · Driehoek · Ewinkel · De Gagel · Haart · Ham · Hank · Haring · Heeswijk · Heihoek · Heikant (Overloon) · Heikant (Sambeek) · Heikant (Sint Anthonis) · Helbroek · 't Herselt · De Hoef · Den Hoek · Hoeven · Hoogeind (Oeffelt) · Hoogeind (Rijkevoort) · Huij · Hulsbeek · Klein-Vortum · Krolhoek · Laageind · Meeren · Molengat · 't Muurke · Lamperen · Nieuw-Gassel · Noord · Noordkant · Op den Bosch · Oude Waranda · Papenvoort · Park · Peelkant · Peelstraat · De Plaats · Putselaar · Rijkevoort-De Walsert · De Rijtjes · Rondveld · Schafferden · Spekklef · Startwijk · Toven · Tuuthees · Ullingen · Verlorenhoek · Vlagberg · Werveld · 't Zand · Zandkant · Zevenhutten · Zuid Carolina
Noord-Brabant: Steden en dorpen      Nederland: Provincies · Gemeenten